# 真的想嫁你
《真的想嫁你》（英語：My Best Friend's Wedding）是一部1997年的美國浪漫喜劇片，由P·J·賀根執導，茱莉亞·羅拔絲、狄莫·梅朗尼、金美倫·戴雅絲及路柏·艾弗烈等主演。
此片內容圍繞著一名女子的感情生活，講述她在知己好友宣佈訂婚後，才發現自己已愛上了他，於是用盡千方百計令好友放棄未婚妻的經過。

## 劇情
電影的故事環繞在紐約美食評論家茱莉安（茱莉亞·羅勃茲 飾）與芝加哥的記者麥克（德蒙特·莫羅尼飾）之間的情感經歷：故事開始的九年前，當時是還是戀人的茱莉安和麥克宣告分手，由情侶變成默契十足的好朋友，兩人約定若28歲前尚未有理想對象，那兩人就結婚。時隔多年後，茱莉安在距離28歲生日的三個星期，接獲麥克打電話告知他要結婚的消息，對象是芝加哥白襪隊擁有者的掌上千金兼大學生（卡麥蓉·狄亞飾）金米，麥克還邀請茱莉安出席婚禮擔任伴娘。這項消息頓時讓茱莉安驚覺自己錯過了好男人，當下決定要破壞婚禮拆散這對準新人搶回麥克。
茱莉安最先著手的行動是在卡拉OK酒吧的聚會，她在聚會期間試圖讓金米出糗難堪，結果適得其反，她轉而操縱金米要求她父親為麥克提供一份工作，原因是茱莉安知道這會激怒麥克，但這個行動仍以失敗告終。出師不利陷入沮喪的茱莉安向她的同志朋友兼編輯喬治唐斯尋求幫助，喬治為此飛往芝加哥和茱莉安碰面商討對策。茱莉安聽從喬治的建議，和喬治假扮未婚夫妻，準備告訴麥可她有多愛他，但同時告訴他她已與喬治訂婚，希望藉此激起麥可的忌妒心。盡管喬治是同性戀，仍在婚禮上的午餐時配合茱莉安，但讓茱莉安感到尷尬，喬治待在餐廳期間持續唱著「I Say a Little Prayer」這首歌，然後搭乘飛機離去。茱莉安告訴麥克，她與喬治的「關係」結束了。麥可承認感到嫉妒，並給了她坦白自己感受的機會，但茱莉安最終卻放棄了表達想法的念頭。當麥可唱著雙方專屬的歌曲「The Way You Look Tonight」時，茱莉安與麥克共舞度過難忘時光。
婚禮前一天，茱莉安在金米父親的辦公室偷偷使用他的電子郵件帳戶，偽造了一條他發給麥克老闆的訊息，要求解僱麥克，以便在金米的堅持下允許金米的父親僱用他。起先茱莉安保存了該訊息而不是發送它，但後來意識到金米的父親在不知情的情況下發送了該電子郵件。茱莉安為了挽救局面撒謊尋求麥克的幫助，但他們發現辦公室被鎖住了。回到茱莉安下榻的飯店後，麥可收到老闆的訊息，通知他有這封電子郵件。他憤怒地打電話給吉米，取消了婚禮。
第二天早上，茱莉安發現麥可和金米都沒有告訴其他人婚禮取消了，她試圖趁勝追擊操縱這對伴侶永遠分手，然而事情發展與茱莉安的期望大相逕庭：麥克和金米最終還是決定結婚。按奈不住心意的茱莉安終於向麥可表白了她的愛意，熱情地吻了他，不巧被金米目睹了這一幕。遭受打擊的金米駕車離去，麥克緊追在後，茱莉安轉而駕駛一輛餐飲服務商的卡車尾隨麥克。茱莉安致電給喬治說明事情的始末，喬治向她保證麥可的確是愛著金米。最終茱莉安在芝加哥聯合車站找到麥可，承認了她試圖拆散兩者的事件。麥可原諒了茱莉安，並告訴她，在車站這裡是他向金米求婚的地方，她接受了，然後他們分開尋找金米。
後來，茱莉安在科米斯基公園的浴室裡找到了金米。在眾人的圍觀下，金米質問茱莉安介入麥可的事情。茱莉安正式道歉，向金米保證邁克爾真的愛她，然後他們和解了。麥可和金米的婚禮繼續進行，在招待會上，茱莉安作為金米的伴娘發表了衷心的演講，目含淚光之餘，還允許允許麥可和金米暫時將昔日麥克和茱莉安的愛歌「The Way You Look Tonight」作為他們的歌曲，直到他們找到自己的歌曲。最終，茱莉安道出自己對麥可的不捨與祝福，麥克謝過茱莉安便與金米乘車離去，雙方正式放下往事情懷。
事件之後，茱莉安與喬治通電話時，驚訝地在招待會上看到他，茱莉安與喬治一起跳舞，正式從錯過麥克的遺憾釋懷，迎向嶄新的未來。

## 演員
- 茱莉亞·羅勃茲 飾演 茱莉安·波特（Julianne Potter）
- 德蒙特·莫羅尼 飾演 麥可·歐尼爾（Michael O'Neal）
- 卡麥蓉·狄亞 飾演 小菁（Kimberly Wallace）
- 魯伯特·埃弗里特 飾演 喬治（George Downes）
- 菲利普·博斯科（英语：Philip Bosco） 飾演 華特(小菁父親)（Walter Wallace）
- 蘇珊・沙利文（英语：Susan Sullivan） 飾演 小菁母親（Isabelle Wallace）
- 麥克・艾密特・沃許（英语：M. Emmet Walsh） 飾演 麥可父親（Joe O'Neal）
- 克里斯托弗·馬斯特森 飾演 麥可弟弟（Scotty O'Neal）

## 製作
主體拍攝於1996年6月10日開始，於芝加哥進行製作。

## 評價
爛番茄根據59條評論，持有73%的新鮮度，平均得分6.4／10。在Metacritic上，電影獲得了50分。

## 中国翻拍版
陈飞宏导演，舒淇、冯绍峰和宋茜主演，2016年8月5日在中国上映。

## 外部連結
- 互联网电影数据库（IMDb）上《真的想嫁你》的资料（英文）
- TCM电影资料库上《真的想嫁你》的资料（英文）
- 爛番茄上《真的想嫁你》的資料（英文）
- Box Office Mojo上《真的想嫁你》的資料（英文）
- AllMovie上《真的想嫁你》的资料（英文）
- Metacritic上《真的想嫁你》的資料（英文）
- 開眼電影網上《真的想嫁你》的資料（繁體中文）
- 豆瓣电影上《真的想嫁你》的資料 （简体中文）
- 时光网上《真的想嫁你》的資料（简体中文）